# Charles Addams
Charles „Chas“ Samuel Addams  (7. ledna 1912, Westfield, New Jersey – 29. září 1988, New York) byl americký autor komiksů , známý svým obzvlášť černým humorem a děsivými postavami. Některé z těchto postav jsou známy jako Addamsova rodina a staly se základem pro dva hrané televizní seriály, dva animované televizní seriály, tři filmy a muzikál na Broadwayi.

## Životopis
Charles Samuel Addams se narodil ve Westfieldu, New Jersey, jako syn Grace M. (rozené Spears) a Charlese Huy Addamse, výkonného ředitele společnosti vyrábějící piana, který studoval architekturu. Mezi přáteli z dětství byl známý jako „něco rošťáckého ze sousedství“. Addams byl vzdáleně příbuzný s americkými prezidenty Johnem Adamsem a Johnem Quincy Adamsem (navzdory odlišnému pravopisu jejich příjmení) a se sociální reformátorkou Jane Addamsovou. Jeho přezdívka byla „Chilly“.
Dům na Elm Street a dům na Dudley Avenue, u kterého jej jednou policie chytila, jak se vloupal dovnitř, prý byly inspirací pro sídlo rodiny Addamsových v jeho komisech. College Hall, nejstarší budova stávajícího univerzitního kampusu University of Pennsylvania, kde Addams studoval, byly rovněž inspirací pro sídlo rodiny Addamsových. Byl spatřován, jak navštěvuje presbyteriánský hřbitov na Mountain Avenue. Jeden přítel o něm prohlásil: „Jeho smysl pro humor je jiný než u kohokoli jiného.“ Byl také umělecky založený, podle životopisce „kreslil s veselou pomstychtivostí“.
Jeho otec ho v kreslení podporoval a Addams vytvářel komiksy pro studentský literární časopis střední školy ve Westfieldu zvaný Weathervane. V letech 1929 a 1930 studoval na Colgate University a v letech 1930 a 1931 na University of Pennsylvania, kde je po něm pojmenována budova krásného umění. Před budovou je sousoší postav Addamsovy rodiny. Poté v letech 1931 a 1932 studoval na Grand Central School of Art v New Yorku.
V roce 1933 začal pracovat pro grafické oddělení časopisu True Detective, kde musel retušovat fotografie mrtvol, které se objevovaly v časopisu tak, že z nich odstraňoval krev. Addams si stěžoval, že „mnoho těchto mrtvol bylo zajímavějších ve stavu, v jakém původně byly.“
Jeho první kresba v The New Yorker byla vydána 6. února 1932 (skeč umývače oken) a jeho komiksy se začaly v časopisy pravidelně objevovat od roku 1938, kdy poprvé nakreslil to, čemu se začalo říkat Addamsova rodina, byly publikovány až do jeho smrti. V té době byl na volné noze.
Během 2. světové války Addams sloužil v Signal Corps Photographic Center v New Yorku, kde natáčel animované naučné filmy pro armádu. Ke konci roku 1942 se seznámil se svou první ženou Barbarou Jean Day, která se úmyslně podobá komiksové postavě Morticii Addams. Manželství se rozpadlo po osmi letech poté, co Addams, který nesnášel malé děti, odmítl jedno adoptovat. Později se provdala za kolegu z New Yorker Johna Herseyho, autora knihy Hirošima.
Addams se oženil se svou druhou ženou, Barbarou Barb (Estelle B. Barb) v roce 1954. Jako právnička v sobě „spojovala vzezření typu Morticie s ďábelské právní kličky,“ čímž vyostřila jednání nad právy k televiznímu a filmovému zpracování „Addamsovy rodiny“ a přesvědčila svého manžela, aby se vzdal ostatních právních nároků. V jednom okamžiku svého manžela přesvědčila, aby uzavřel pojistku na 100 000 amerických dolarů. Addams se tajně poradil s jiným právníkem, který později humorně napsal: „Řekl jsem mu, že když jsem naposledy slyšel o podobném postupu, bylo to ve filmu nazvaném Pojistka smrti (orig. Double Indemnity) s Barbarou Stanwyck, načež jsem jej upozornil.“ Ve filmu postava Barbary Stanwyck zosnovala vraždu svého manžela. Nikdo však Barbaru Barb Addams z pokusu o něco podobného nenařkl. Rozvedli se v roce 1956.
Televizní seriál Rodina Addamsova začal vznikat poté, co televizní producent David Levy Addamse oslovil s nabídkou jej vytvořit za malé pomoci humoristy. Vše co měl Addams učinit, bylo dát svým postavám jména a více vlastností pro herce pro potřeby ztvárnění. Na ABC běžely dvě řady seriálu, a to od roku 1964 do 1966.
Addams byl „společenský a kultivovaný,“ a životopisci popisovaný jako „dobře oblékaný, zdvořilý muž se stříbřitě černými uhlazenými vlasy a jemnými způsoby, který nijak nepřipomínal zrůdu.“
Později se oženil se svou třetí a poslední ženou, Marilyn Matthews Miller, známou spíše jako „Tee“ (1926 -2002), a to na hřbitově pro domácí mazlíčky. V roce 1985 se Addamsovi přestěhovali do Sagaponack (New York), kde svoje sídlo pojmenovali „The Swamp“ (tzn. „Bažina“).
Addams zemřel 29. září 1988 v Nemocnici a zdravotním centru svaté Kláry  v New Yorku poté, co utrpěl infarkt v autě po jeho zaparkování. Sanitka jej převezla z jeho bytu do nemocnice, kde zemřel v pokoji na pohotovosti. Jak požadoval, konala se smuteční slavnost spíše než pohřeb, přál si, aby si na něj lidé pamatovali jako na „dobrého autora komiksů“. Byl zpopelněn a jeho popel byl pohřben na hřbitově domácích mazlíčků v jeho sídle („The Swamp“).

## Komiksy
Jeho komiksy se pravidelně objevovaly v The New Yorker a rovněž vytvářel komický sloupek Out of This World (což by se dalo přeložit jako Mimo tento svět), který vycházel v roce 1956. Bylo vytvořeno mnoho sbírek jeho děl, včetně Drawn and Quartered (Vláčen a rozčtvrcen) (1942) a Monster Rally (Příšera Rally) (1950), k poslednímu uvedenému napsal předmluvu John O'Hara.
Dear Dead Days (Mrtvé dobré časy) (1959) není sbírkou komiksů (ačkoli přetiskuje některé z předchozích kolektů), je to jakoby výstřižkové album nejpovedenějších obrázků (a příležitostně kusů textu), které apelovaly na Addamsův smysl pro grotesku, včetně viktoriánských dřevořezeb, nejpovedenějších zábavných lékařských reklam a fotografie z dětství Francesca Lentiniho, který měl tři nohy.
Addams během svého života nakreslil více než 1 300 komiksů. Ty, které se neobjevily v The New Yorker, byly nejčastěji pro Collier's Weekly a TV Guide. V roce 1961 Addams obdržel od společnosti Mysteriózní američtí spisovatelé (Mystery Writers of America) zvláštní Cenu Edgar za své dílo. Jeho komiksy se objevovaly v knihách, kalendářích a jiných předmětech. Nahrávka Ghost Ballads (Duchařské balady) (Riverside, RLP 12–636) zpěváka a kytaristy Deana Gittera z roku 1957, což byly folkové písně s nadpřirozenými motivy, byla na přebalu s Addamsovým strašidelným domem.
V roce 1946 se Addams setkal s autorem sci-fi Rayem Bradburym poté, co kreslil ilustrace pro časopis Mademoiselle, který publikoval Bradburyho povídku „Homecoming“ („Návrat domů“), první v řadě příběhů zachycujících osudy rodiny upírů Elliottových z Illinois. Addams a Bradbury se spřátelili a plánovali spolupráci na knize o úplné historii rodiny Elliottových, kdy Bradbury napíše příběh a Addams dodá ilustrace, ale to nebylo nikdy uskutečněno. Bradburyho příběhy o rodině Elliottových byly konečně shromážděny do jedné knihy v říjny 2001 s názvem Z prachu zrození ( From the Dust Returned) s propojovacím vyprávěním a vysvětlením jeho spolupráce s Addamsem a ilustrace Addamse pro Mademoiselle z roku 1946 byly použity na přebalu knihy. Ačkoli vlastní postavy Addamse byly dobře vymyšleny v okamžiku jejich prvního setkání, v rozhovoru v roce 2001 Bradbury uvádí, že „(Addams) šel svou cestou a vytvořil Addamsovu rodinu a já jsem šel svou vlastní cestou a vytvořil moji rodinu v této knize.“
Ve filmu  Na sever severozápadní linkou (North by Northwest) od Alfreda Hitchcocka Cary Grant odkazuje na Charlese Addamse ve scéně s aukcí. Poté, co objeví Eve s panem Vandammem a Leonardem, říká, „Vy tři spolu. To je pohled, který by mohl zachytit jedině Charles Addams.“ Filmař byl přítelem Addamse a vlastnil dva originální kusy od Adamse. Addams je rovněž zmiňován jako „Chas Addams“ ve fantasy román Knight's Castle (Rytířský hrad) od Edwarda Eagera.

### Od Addamse
Knihy s Addamsovými kresbami nebo které ilustroval
- Drawn and Quartered (1942), první výběr kreseb (Random House)
- Addams and Evil (1947), album komisků, (Simon and Schuster)
- (illustrations) Afternoon in the Attic (1950), výběr krátkých příběhů od Johna Koblera
- Monster Rally (1950) třetí výběr kreseb (Simon & Schuster)
- Homebodies (book) (1954) čtvrtý výběr kreseb (Simon & Schuster)
- Nightcrawlers (1957), pátý výběr kreseb (Simon & Schuster)
- Dear Dead Days (1959), souborná kniha
- Black Maria (1960), sixth výběr kreseb (Simon & Schuster)
- Drawn and Quartered (1962) druhé vydání (Simon & Schuster)
- The Groaning Board (1964), sedmý výběr kreseb
- The Chas Addams Mother Goose (1967) Windmill Books
- My Crowd (1970), osmý výběr kreseb (Simon & Schuster)
- Favorite Haunts (1976), devátý výběr kreseb (Simon & Schuster)
- Creature Comforts (1981), kresby
- The World of Charles Addams, by Charles Addams (1991), posmrtně sestanoveno z prací, k nimž vlastnila práva jeho druhá žena, která se později jmenovala Lady Barbara Cloyton (Knopf) ISBN 0-394-58822-3
- Half – Baked Cookbook, by Charles Addams (2005), výběr kreseb (Simon & Schuster) ISBN 0-7432-6775-3
- Happily Ever After: A Collection of Cartoons to Chill the Heart of Your Loved One, by Charles Addams (2006), výběr kreseb (Simon & Schuster) ISBN 978-0-7432-6777-9
- The Addams Family: An Evilution (2010), o vývoji postav Addamsovy rodiny (uspořádal H. Kevin Miserocchi) ISBN 978-0-7649-5388-0

### O Addamsovi
- Davis, Linda H., Charles Addams: A Cartoonist's Life (2006), Random House, 382 stran